# Diocèse de Bungoma
Le diocèse de Bungoma (en latin Dioecesis Bungomaënsis) est un diocèse catholique du Kenya, suffragant de l'archidiocèse de Kisumu.

## Territoire

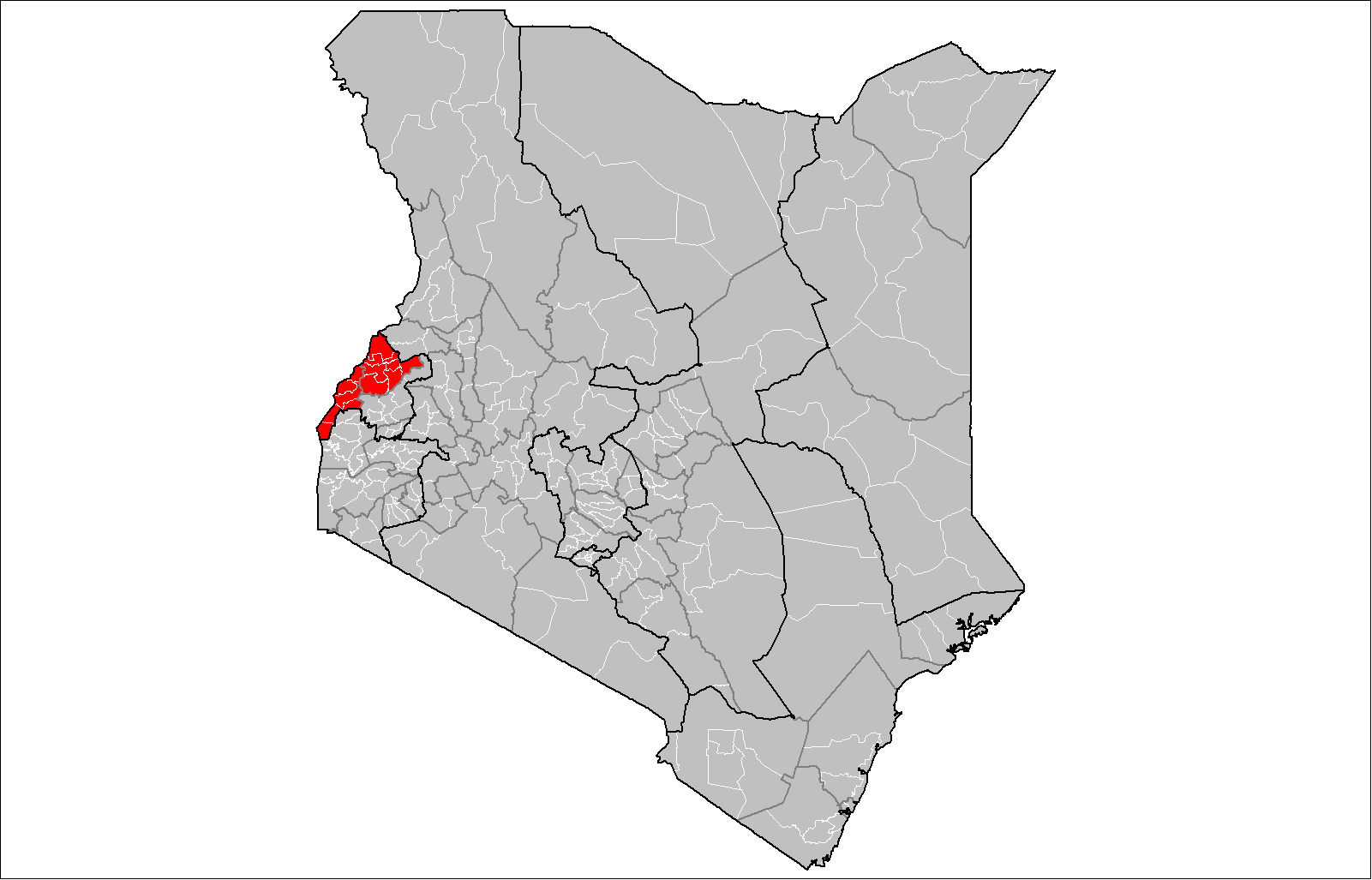
Le diocèse sur une carte administrative du Kenya.

Le diocèse comprend les comtés de Bungoma et Busia , dans la province occidentale du Kenya (avant le redécoupage de 2007). Son siège épiscopal est à Bungoma où se trouve la cathédrale du Christ Roi. Le territoire est découpé en 30 paroisses.

## Histoire
Le diocèse est érigé le 27 avril 1987 par la bulle Pari ut passa du pape Jean-Paul II, à partir du diocèse de Kakamega.
Il était suffragant de l'archidiocèse de Nairobi et à partir du 21 mai 1990 de celui de Kisumu.

## Évêques
- 27 avril 1987-† 15 novembre 1996 : Longinus Atundo
- 15 novembre 1996-27 juin 1998 : siège vacant
- 27 juin 1998-23 juin 2018 : Norman Wambua (Norman King’oo Wambua)
- depuis le 14 décembre 2021 : Mark Kadima

## Statistiques
| année | baptisés | population totale | pourcentage | prêtres | dont séculiers | dont réguliers | catholiques par prêtre | diacres | religieux | religieuses | paroisses |
| ----- | -------- | ----------------- | ----------- | ------- | -------------- | -------------- | ---------------------- | ------- | --------- | ----------- | --------- |
| 1990  | 300 081  | 1 043 962         | 28,7        | 26      | 19             | 7              | 11 541                 |         | 15        | 66          | 17        |
| 1999  | 497 544  | 1 400 000         | 35,5        | 54      | 51             | 3              | 9 213                  |         | 8         | 89          | 24        |
| 2000  | 498 566  | 1 400 600         | 35,6        | 53      | 50             | 3              | 9 406                  |         | 11        | 75          | 24        |
| 2001  | 497 121  | 1 400 000         | 35,5        | 50      | 48             | 2              | 9 942                  |         | 13        | 64          | 24        |
| 2002  | 511 855  | 1 442 000         | 35,5        | 53      | 51             | 2              | 9 657                  |         | 13        | 67          | 24        |
| 2003  | 528 768  | 1 485 260         | 35,6        | 53      | 51             | 2              | 9 976                  |         | 13        | 85          | 25        |
| 2004  | 543 715  | 1 529 817         | 35,5        | 56      | 54             | 2              | 9 709                  |         | 11        | 83          | 25        |
| 2006  | 562 878  | 1 575 711         | 35,7        | 62      | 59             | 3              | 9 078                  |         | 10        | 81          | 28        |
| 2012  | 639 839  | 1 992 000         | 32,1        | 71      | 68             | 3              | 9 011                  |         | 14        | 95          | 30        |
| 2016  | 679 000  | 2 112 000         | 32,1        | 71      | 69             | 2              | 9 563                  |         | 12        | 72          | 31        |

## Voir Aussi
- Catholicisme au Kenya